# ACM 멀티미디어
ACM 멀티미디어(영어: ACM Multimedia, 줄여서 ACM-MM)은 계산기 학회(Association of Computing Machinery, ACM)의 연례 콘퍼런스 중하나이다. 멀티미디어 분야를 다루고 있으며, SIGMM 스페셜 인터레스트 그룹이 후원하고 있다. 2003년, 웹사이트인 사이트시어의 측정 결과 이 콘퍼런스의 추정 피인용지수(임팩트 팩터)는 1.22였다. 전산학 논문 콘퍼런스 중에서는 상위 15% 내에 들어가는 결과였다. 2006년, 오스트레일리아 전산학 연구 및 교육 협회(Computing Research and Education Association of Australia)는 이 콘퍼런스에 평점 A+를 매겼다.

## 콘퍼런스 웹사이트 및 개최장소
- 2009년 10월 19일 - 24일. 중국 베이징 베이징 호텔.
- 2008년 10월 27일 - 11월 1일. 캐나다 브리티시컬럼비아 주, 밴쿠버, 팬 패시픽 호텔.
- 2007년 9월 24일 - 29일. 독일 옥스부르그 대학.
- 2006년 10월 23일 - 27일. 미국, 샌타바버라, Fess Parker's DoubleTree Resort Hotel. ISBN 1-59593-447-2
- 2005년 11월 6일 - 11일. 싱가포르. 힐튼 호텔. ISBN 1-59593-044-2
- 2004년 10월 10일 - 16일. 뉴욕. ISBN 1-58113-893-8
- 2003년 11월 2일 - 8일. 캘리포니아. 버클리. ISBN 1-58113-722-2
- 2002년 보관됨 2009-08-05 - 웨이백 머신 12월 1일 - 6일. Juan-les-Pins on the French Riviera. ISBN 1-58113-620-X
- 2001년 9월 30일 - 10월 5일, 캐나다 오타와. ISBN 1-58113-394-4
- 2000년 10월 30 - 11월 3일, 미국 로스앤젤레스 마리나 델 레이. Proceedings: ISBN 1-58113-198-4; Workshops: ISBN 1-58113-311-1
- 1999년 10월 30 - 11월 5일, 미국 플로리다 올랜도. Proceedings. Part 1: ISBN 1-58113-151-8; Proceedings. Part 2: ISBN 1-58113-239-5
- 1998년. 9월 12일 - 16일 영국 브리스톨 대학교[3] ISBN 0-201-30990-4
- 1997년 11월 9일 - 13일. 미국 워싱턴주 시애틀. ISBN 0-89791-991-2
- 1996년. 11월 18일 - 22일. 매사추세츠주 보스톤. 하인즈 컨벤션 센터. ISBN 0-89791-871-1
- 1995년 11월 5일 - 9일. 미국 캘리포니아 샌 프란시스코. ISBN 0-89791-751-0
- 1994년 10월 15일 - 20일. 미국 캘리포니아 샌 프란시스코. ISBN 0-89791-686-7
- 1993년 8월 1일 - 6일. 미국 캘리포니아 애너하임.[4] ISBN 0-89791-596-8

## ACM 멀티미디어 워크샵
- 2004년 first international workshop on Continuous Archival and Retrieval of Personal Experience (CARPE 2004)이 개최되었다. "개인을 둘러싼 모든 미디어에 대한 계속적인 저장과 검색"과 관련한 "캡처, 검색, 조직화, 프라이버시, 법적" 이슈들을 주제로 삼았다. 스티브 만, 고든 벨 등이 이 워크샵에서 발표하였다.

## 오픈 소스 경진 대회
2004년부터 매년 ACM 멀티미디어는 오픈 소스 경진 대회를 개최하고 있다. 우수한 오픈 소스 프로그램에 대해 상을 주고 있다. program(s).
- 2008년: Network-Integrated Multimedia Middleware (NMM).[6]
- 2007년: Programming Web Multimedia Applications with Hop.[7]
- 2006년: C++ Library for Audio and Music (CLAM). 오디오 및 음악 연구와 응용 프로그램 개발을 위한 오픈 소스 프레임워크.[8][9][10]
- 2005년: OpenVIDIA. GPU에 의해 가속되는 컴퓨터 비젼(Computer Vision) 라이브러리.[11]
- 2004년: 공동 수상[12]
  - ChucK, 실시간 합성, 조합, 퍼포먼스, 분석을 위한 오디오 프로그래밍 언어.
  - Flavor, 오디오-비주얼 오브젝트 리프레젠테이션을 위한 포멀 언어.

## 비슷한 주제의 다른 콘퍼런스
- ACM/SPIE Multimedia Computing and Networking (MMCN)
- IEEE ICME (International Conference Multimedia Expo)
- IEEE International Symposium on Multimedia (IEEE-ISM)

## 관련 주제의 다른 콘퍼런스
- ACM SIGGRAPH
- NIME
- International Computer Music Conference (ICMC)
- WIAMIS

## 같이 보기
- 한국멀티미디어학회